# Gaël Germany
Gaël Germany, né le 10 mai 1983, est un ancien footballeur français, international martiniquais jouant au poste de défenseur. 
Il est désormais entraîneur de la Samaritaine de Sainte-Marie et depuis décembre 2021 entraîneur-adjoint de l'Équipe de la Martinique de football,.

## Biographie

### En club

#### La formation puis le départ pour la France
Gaël Germany commence sa carrière de footballeur en Martinique avec le club de sa ville, la Samaritaine de Sainte-Marie. Après six saisons passées à la Samaritaine, il quitte l'île de la Martinique pour l'AC Arles. Démarrant en National en 2008, il joue seize rencontre dans la saison et inscrit un but. La saison suivante, il permet à son club d'accéder à la Ligue 2 en jouant vingt-trois matchs pour trois buts. Pour la saison 2009-2010 en Ligue 2, il ne participe qu'à six rencontre mais le club finit malgré tout troisième du championnat et monte en Ligue 1.
Il fait ses débuts en Ligue 1 le 7 août 2010 contre le FC Sochaux (défaite 2-1) et joue la totalité du match, permettant l'ouverture du score par Franck Dja Djédjé en lui adressant une passe décisive. Son premier but en Ligue 1 intervient le 6 novembre 2010 contre le SM Caen où il marque le but de l'égalisation (victoire 3-2). 
Arles-Avignon est relégué en Ligue 2 à la fin de la saison mais il peine à s'imposer et se fait prêter en janvier 2013 au Paris FC avec qui il dispute 10 matchs . Il entre ensuite en conflit avec le club car il avait signé un avenant à son contrat d'un an avec une option d'une saison en cas de maintien en National. L'équipe francilienne ne se maintenant qu'avec un repêchage de la DNCG, la direction du Paris FC décide de ne pas lever l'option à son contrat, chose contestée par le Martiniquais.

#### Retour en Martinique
Libre depuis l'été 2013, il rentre en Martinique et décide de s'engager avec son club formateur de la Samaritaine où il commence à jouer à la mi-novembre.

### En sélection
Gaël Germany joue à plusieurs reprises avec la sélection de football de la Martinique avec qui il participe à la Gold Cup 2003. Entre 2004 et 2007, il dispute onze rencontres et inscrit un but. Après cinq ans sans être appelé, il fait son retour en 2012 pour les qualifications à la Gold Cup 2013 lors de la Coupe caribéenne des nations 2012. Il y joue trois matchs et inscrit deux buts durant la rencontre face à la Guadeloupe (3-3). Depuis Janvier 2022 il est nommé entraîneur adjoint de la sélection de la Martinique aux côtés de Marc Collat.